# Jour de rugby
Jour de rugby est un magazine télévisé sur Canal+ Sport, présentant les résumés des matchs de rugby à XV de Top 14 (championnat de France de rugby à XV). Jour de rugby est diffusé depuis 1998. Il est présenté actuellement par Romain Lafitte.
De 1998 à 2016, l'émission était diffusée sur la chaîne Canal+. De 2012 à 2014, Jour de rugby est également présent les weekends de coupes d'Europe, ce sont alors des résumés des matchs de H Cup qui sont présentés.
À partir de février 2021, l'émission est diffusée le vendredi soir et présente principalement les résumés des rencontres de Pro D2. Elle est d'ailleurs ensuite renommée en Soir de rugby.

## Présentateurs
- Éric Bayle : 1998-2008
- François Trillo : 2008-2012
- Isabelle Ithurburu : 2012-2015
- Guilhem Garrigues : 2015-2021
- Romain Lafitte : Depuis 2021

## Diffusion
- 1998-2004 : Tous les dimanches soir à 23 h 50 sur Canal+
- 2004-2008 : Tous les samedis soir à 23 h sur Canal+
- 2008-2012 : Tous les samedis vers 18 h 30 sur Canal+
- 2012-2016 : Tous les samedis soir vers 22 h 30 sur Canal+
- 2016-2020 : Tous les samedis soir vers 22 h 30 sur Canal+ Sport
- 2020-février 2021 : Tous les samedis soir vers 20 h 30 sur Canal+ Sport[1]
- février 2021-septembre 2022 : Tous les vendredis soir vers 20 h 30 sur Canal+ Sport ou Canal+ Sport Week-end
- depuis septembre 2022 : Tous les vendredis soir à 22 h 50 sur Canal+ Sport

Le 29 décembre 2019, une édition spéciale de Jour de rugby pour les Boxing Day rugby est diffusée en clair sur Canal+ de 20 h à 21 h, à l'horaire habituelle du Canal Football Club. Elle réunit 298 000 téléspectateurs, soit 1,3 % de parts de marché.

## Récompenses
Le 10 mai 2013, l'émission est élue « Lucarne d'or » de la meilleure émission sportive (hors football).